# 羅其鼎
羅其鼎（？—？），字耳臣，號月江，湖广常德府桃源县人。

## 生平
崇祯三年（1630年）庚午科湖广乡试举人，崇祯十三年（1640年）庚辰科進士，工部观政，授行人司行人。性笃孝，母丧，值乡试，不预含殓，终身不食肉、衣帛。明亡入清，隐居不出。遇灾荒，募富室，捐粟赈饥，全活甚众。卒后，门人私谥贞易先生。有《月江》、《仙掌草》等集。